# 四氢大麻酚
四氢大麻酚（Tetrahydrocannabinol，简称THC），又称Δ9-四氢大麻酚（Δ9-THC）、Δ1-THC（根据旧命名法），為大麻素之一，是大麻中的主要精神活性物质。
四氢大麻酚最早由以色列雷霍沃特魏茨曼科学研究所的三名研究人员在1964年分离出来。 纯品四氢大麻酚在低温下为玻璃状固体，温度升高时其粘度逐渐增加。
与植物中的其他多数药理活性次级代谢产物类似，四氢大麻酚是在大麻中发现的一种脂类，四氢大麻酚的存在被认为是植物（对于草食性动物）的自我防御机制。 而且，四氢大麻酚在UV-B段（280～315纳米）的强吸收，可能对植物具保护作用，使其免受紫外線的伤害。
THC及其双键异构体及其立体异构体是联合国“精神药物公约”中规定的三种大麻素之一（另外两种是Dimethylheptylpyran和Parahexyl）。它在1971年被列在附表一，但是在世界卫生组织（WHO）的建议之后，在1991年被重新分类到附表二。根据随后的研究，世界卫生组织建议将这一重新分类列入不那么严格的附表三。“麻醉品单一公约”（附表一和附表四）安排大麻作为植物。根据1970年美国国会通过的“受控物质法案”，美国联邦法律明确地将其列入附表一。

## 作用机制
四氢大麻酚是一种经典大麻素受体激动剂，通过中枢型受体大麻素Ⅰ型受体CB1(Ki=10nM)，和末梢型受体CB2 (Ki=24nM)发挥作用。

## 物理和化学特性

### 发现和结构识别
早期发现：罗杰·亚当斯从大麻中分离和鉴定出大麻二酚，显示它与大麻酚和四氢大麻酚的关系。THC后来由希伯来大学药学院的一个研究小组研究，他们在1964年报告了他们的工作成果，和1970年6月，拉斐尔·梅乔勒姆报告了大量的工作成果。

### 可溶性
四氢大麻酚是一种芳香类萜，因此难溶于水，但易溶于多数有机溶剂中，特别是脂类和醇。

### 生物合成

四氢大麻酚羧酸的生物合成

大麻植物内四氢大麻酚主要是以四氢大麻酚羧酸(THCA)的形式存在，后者是由香叶基焦磷酸与2,4-二羟基-6-戊基苯甲酸酶促缩合产生的大麻萜酚酸 在THC酸合成酶催化下环化而得。经过一段时间后，或者被加热时，四氢大麻酚羧酸被脱羧，得到THC。THCA生物合成的途径类似于在蛇麻花朵中产生苦味酸hum草酮的途径。

## 药代动力学
人体内的四氢大麻酚主要被代谢为11-羟基-THC，该代谢物仍有精神活性，继续被代谢则产生11-正-9-羧基-THC。从人类和动物体内可鉴定出超过100种四氢大麻酚的代谢物，但其中以11-羟基-THC和11-正-9-羧基-THC含量最高。四氢大麻酚的代谢过程主要在肝脏中进行，为细胞色素P450酶类CYP2C9、CYP2C19和CYP3A4所催化。有超过＞55％的THC从粪便中排泄，约20％的THC从尿液排泄。粪便中主要检测到11-羟基-THC。通过尿液排泄的主要代谢物则为11-正-9-羧基-THC的葡糖醛酸酯及游离的11-正-9-羧基-THC。

## 參看
- 花生四烯乙醇胺